# Ondata d'amore
Ondata d'amore (Moontide) è un film del 1942 prodotto negli Stati Uniti e diretto da Archie Mayo.
Il film è tratto da un romanzo di Willard Robertson.

## Trama
Quella mattina Bobo non poteva esattamente ricordare cosa fosse avvenuto la notte precedente – trascorsa in compagnia, fra gli altri, del suo amico Tiny -, nel corso della quale era troppo ubriaco. E quella mattina Pop Kelly era stato trovato morto, strangolato.
Come Bobo stesso racconta alla sua futura moglie Anna, già qualche anno prima -, sempre sotto l'influsso dell'alcool -, egli, in preda ad un accesso d'ira, aveva stretto le sue forti mani attorno al collo di un uomo che l'aveva attaccato con un coltello, e le cose sarebbero finite male se l'amico non fosse intervenuto. Da allora fra i due uomini era sorta una specie di alleanza particolare: erano diventati soci in vari affari, nei quali Bobo faceva tutto il lavoro, ma parte dei proventi andavano a Tiny, in una sorta di ricatto nel quale il (falso) amico assicurava a Bobo di non rivelare ad alcuno le sue presunte tendenze omicide.
Tendenze che – come svela Tiny ad Anna, in un colloquio a tu per tu – quella notte si erano alla fine inverate, con la morte di Pop Kelly. La donna inizialmente crede a quanto asserito da Tiny, e gli assicura addirittura, per l'avvenire, di sottostare al ricatto. Ma alcune circostanze mettono in chiaro che è stato lo stesso Tiny ad uccidere Pop Kelly, per dar consistenza al ricatto. Tiny attacca Anna, e lascia in seguito il luogo dell'agguato.
La donna è in fin di vita. Una delle poche parole che è in grado di dire e ripetere è "Tiny". Bobo si mette sulle tracce di Tiny; lo ritrova, in una notte nebbiosa, su un contrafforte roccioso presso il porto, dove Tiny è inghiottito dai flutti.
Anna, tempo dopo, si riprende (per quanto probabilmente affetta da paralisi) ed inizia la sua felice vita coniugale con Bobo. 